# Jorge Tadeo Lozano
Jorge Tadeo Lozano, né le 30 janvier 1771 à Bogota et mort le 6 juillet 1816 dans la même ville, est un homme d'État et ancien président de l'État libre de Cundinamarca. En 1799, il devient, pendant moins d'un an, maire de Bogota.

## Présidence de l'État libre de Cundinamarca
En août 1810, la junte suprême de Bogota est à l'initiative d'un congrès avec les autres juntes de la Nouvelle-Grenade afin de rédiger une constitution commune. Cela s'avère être un échec, seulement sept juntes y étant représentées, les autres refusant d'y assister, soit car elles refusent une rupture avec l'Espagne soit car elles craignent que Bogota ait une place prépondérante au sein de l'éventuelle nouvelle entité politique. Bogota et sa province se constituent alors en un nouvel État en mars 1811, l'État libre de Cundinamarca. Jorge Tadeo Lozano en est élu président et prend ses nouvelles fonctions dès le 1er avril 1811.
Cependant, le centraliste Antonio Nariño, qui estime que Tadeo Lozano est faible et bête, s'attaque au président à travers son journal politique, La Bagatela, mettant l'opinion publique de son côté. Avec les éditions du 15 et 19 septembre 1811 de La Bagatela, Nariño parvient à convaincre les habitants du pays qu'il est nécessaire de changer de gouvernement, Jorge Tadeo Lozano ne parvenant pas à faire face à la reconquête espagnole. À la suite de la parution du 19 septembre, le peuple demande que le président en place renonce à ses fonctions le jour même, ce que fait Tadeo Lozano. Dans la foulée, la Representación Nacional, qui est « l'organe le plus haut prévu par la Constitution de Cundinamarca en cas de situations de gravité externe », élit Antonio Nariño président de l'État libre de Cundinamarca.

### Ouvrage utilisé
- (es) Antonio Cacua Prada, Yo soy Nariño, Editora Guadalupe, 2008, 459 p. (ISBN 9789584439956)

1. ↑  « Capítulo IV : La formación de la república : Congreso granadino y estado de Cundinamarca »
2. 1 2  « Capítulo IV : La formación de la república : Golpe de estado periodístico »

### Autres références
1. 1 2 3  Jean-Pierre Minaudier, Histoire de la Colombie de la conquête à nos jours, Paris, L'Harmattan, coll. « Horizons Amériques latines », 1997, 363 p. (ISBN 9782738443342, lire en ligne), p. 102-103
2. ↑  (es) « El colombiano de todos los tiempos », Semana,‎ 11 décembre 1980 (lire en ligne)
3. ↑  (es) José Eduardo Rueda Enciso, « Ficha bibliográfica : Jorge Tadeo Lozano », Bibliothèque Luis Ángel Arango (consulté le 5 avril 2013)